# Pterolophia minuta
Pterolophia minuta är en skalbaggsart som beskrevs av Stefan von Breuning 1938. Pterolophia minuta ingår i släktet Pterolophia och familjen långhorningar. Inga underarter finns listade i Catalogue of Life.